# アストリッド・ド・スエード
アストリッド・ド・スエード（フランス語：Astrid de Suède, 1905年11月17日 - 1935年8月29日）は、ベルギー国王レオポルド3世の王妃。
スウェーデン語名はアストリッド・アヴ・スヴェーリエ（Astrid av Sverige）。

## 生涯
スウェーデン国王オスカル2世の三男ヴェステルイェートランド公カールと、その妃でデンマーク国王フレゼリク8世の次女であるインゲボーの間の三女として生まれた。すぐ上の姉がノルウェー国王オーラヴ5世妃マッタである。
1926年11月4日、ブラバント公レオポルドと結婚した。王族同士ではあるが熱烈な恋愛結婚だった。2人の間には、2男1女が生まれた。

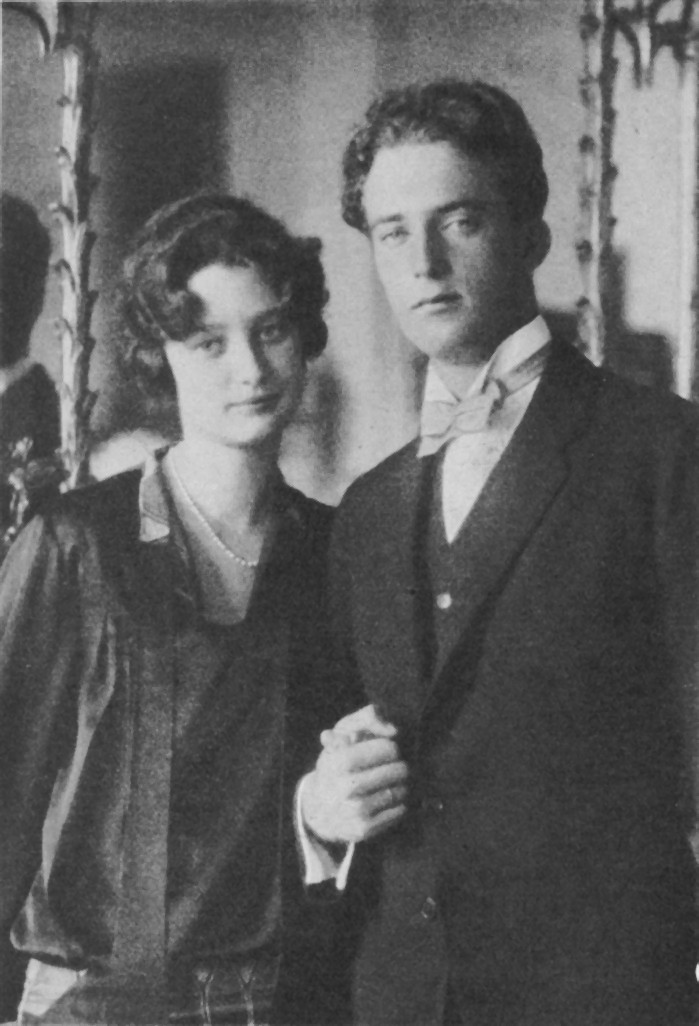
1926年9月21日。婚約相手のレオポルドとともに
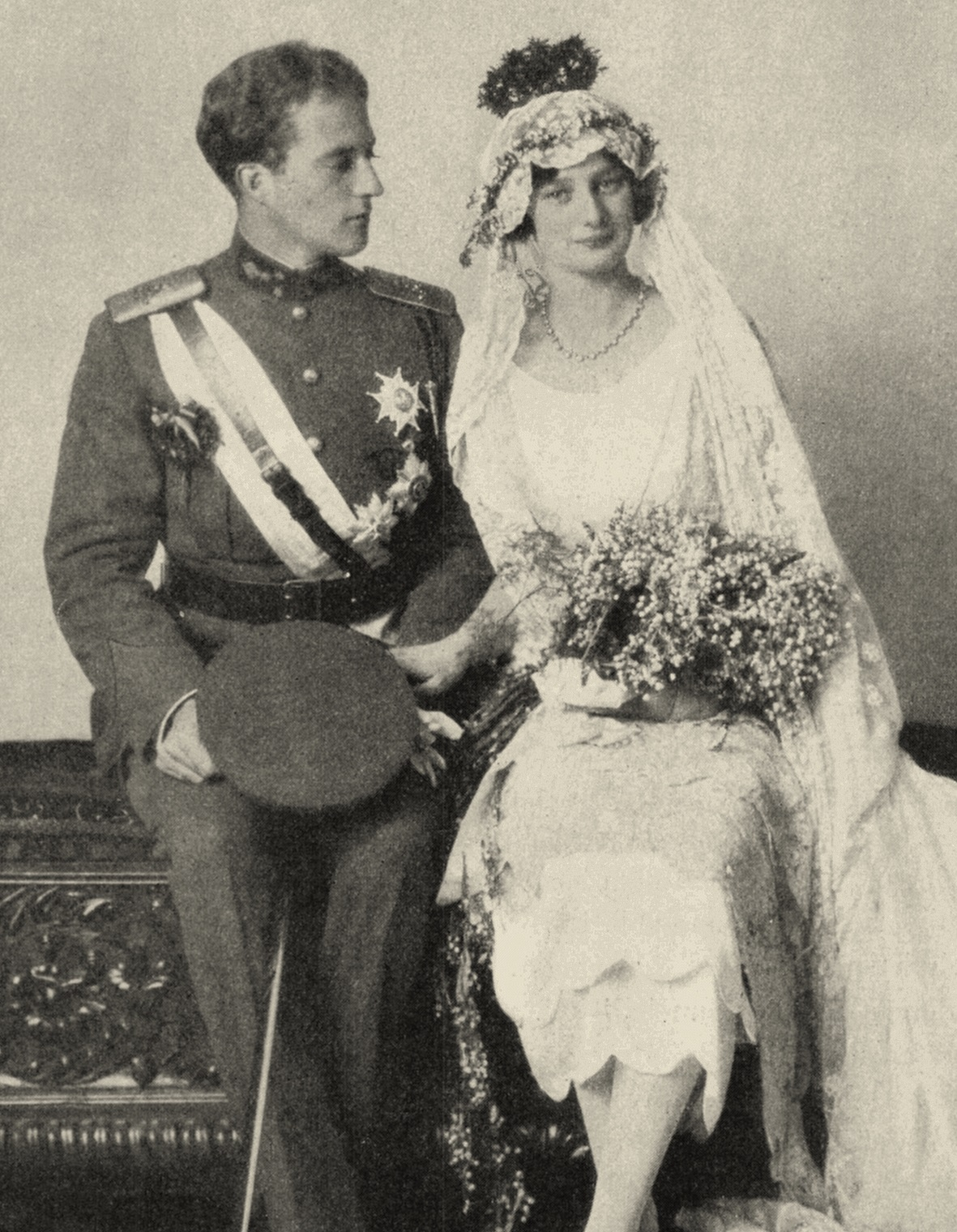
1926年11月4日。ベルギーの王子レオポルド3世との結婚式の写真

アストリッドが育ったスウェーデン王家は、他のヨーロッパ王家と比べ堅苦しさが格段に少なかったため、ブラバント公妃の時代に国王の住むラーケン宮殿から遠くない館に住んだ頃、アストリッドは子供たちのためになるべく普通の生活を送るよう心がけた。上流階級には彼女が儀礼を心得ていないと批判する者もいたが、多くの国民は、子供たちを連れてルイーズ大通りを散歩するアストリッドを敬愛した。
結婚後、カトリックに改宗した。当初は単にベルギー王家がカトリックだから、という動機だったが、彼女の気質と非常に合い、敬虔なカトリック教徒となった。
1934年にアルベール1世が崩御し、夫の即位によりベルギー王妃となってからは、大恐慌の中で苦しむ国民のためにさまざまな活動を積極的に行った。

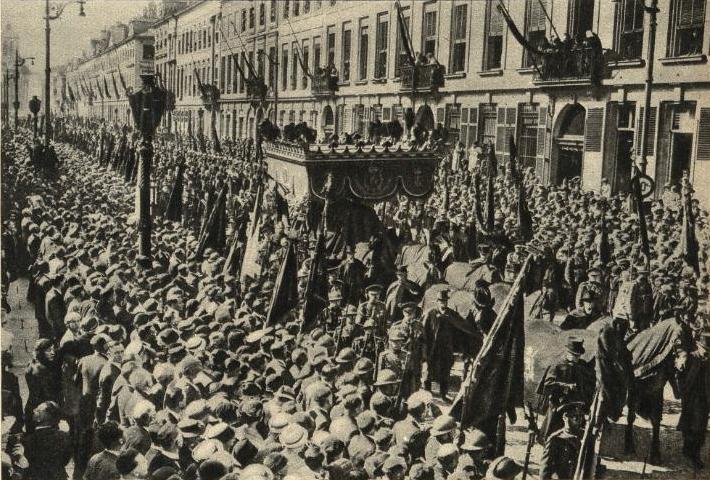
アストリッドの葬儀

1935年8月29日、レオポルド3世の運転する車パッカード120がスイスのルツェルン湖畔の渓谷につっこみ、同乗していたアストリッドは事故死した。遺体はラーケンの聖母マリア教会に埋葬された。悲嘆に暮れたレオポルド3世は、事故現場にアストリッドの名を冠した教会を建てさせた。
1983年にレオポルド3世が崩御した際、ラーケンのノートルダム・ド・ラーケン教会にアストリッド王妃と共に埋葬された。
アフリカの旧ベルギー植民地ルワンダ＝ウルンディにあったアストリダ（現在のブタレ）は、アストリッドにちなんで名付けられた。

## 子女
- ジョゼフィーヌ＝シャルロット（1927年 - 2005年） - ルクセンブルク大公ジャン妃
- ボードゥアン1世（1930年 - 1993年） - 第5代ベルギー王
- アルベール2世（1934年 - ） - 第6代ベルギー王